# Cyrille Rigaud
 (avril 2012).
Pour les articles homonymes, voir Rigaud.
Jean-Cyrille Rigaud, né le 28 janvier 1750 à Montpellier où il est mort le 29 janvier 1824, est un médecin, poète et dramaturge occitan.

## Biographie
Élevé par son père qui était libraire à Montpellier, Rigaud fait ses humanités à Genève. Il remporte dans sa jeunesse un prix à l’Académie des Jeux floraux. De retour à Montpellier, il suit des cours de médecine et se fait recevoir docteur en médecine, mais sa sensibilité ne lui permet pas d’exercer[réf. nécessaire].
Il se rend à Paris et se lie d'amitié avec Pierre Marie Auguste Broussonet. Selon certaines sources[évasif], c'est Rigaud qui a rédigé les ouvrages de ce dernier, soit en latin, soit en français.
À l’époque de la Révolution, Rigaud revint à Montpellier. Il compose une comédie en un acte, mêlée de vaudevilles, intitulée La Nouvelle de la paix, jouée à Montpellier, le 17 et le 18 brumaire an X : un jeune militaire, après plusieurs campagnes, revient inopinément dans son village, où il retrouve son amante ; il apporte officiellement à cette dernière la nouvelle de la paix qui doit le fixer près d’elle. Un marchand de vin, Gascon, intéressé à la continuation de la guerre, rival plus ridicule que redoutable, est facilement éconduit.[réf. nécessaire]
Il obtint la place de bibliothécaire de la ville, est nommé plus tard professeur du lycée, et enfin professeur suppléant de belles-lettres au lycée et à l’école centrale de l’Hérault. L’Société des sciences, belles-lettres et arts de Montpellier ainsi que la société médicale de Montpellier l’avaient admis au nombre de ses membres, et la Société d’agriculture de la même ville l’avait choisi pour secrétaire.[réf. nécessaire]
Rigaud a aussi composé des fables, un poème l’Amour et l’Hymen en français, inséré dans le Recueil des bulletins de la société des sciences, belles-lettres et arts de Montpellier (t. 4, p. 155), et un Éloge de son compatriote et son ami Roucher, inséré dans le même recueil (t. 5, p. 303). Il a composé quelques chansons dont la plus connue est lou Berger malhuroux, et plusieurs fables parmi lesquelles la Flûte et la Trompette.[réf. nécessaire]
Il est aussi surtout l’auteur de diverses poésies patoises qui ont été imprimées avec celles de son jeune frère Auguste. Quelques pièces fugitives de lui avaient déjà été imprimées l’année précédente à la suite des Poésies de son frère Auguste. On cite également de lui un recueil de Pensées inédit. Ses poésies françaises sont oubliées, mais ses poésies languedociennes sont encore très goutées. La plus jolie par la beauté du style et la gaieté légère est les Amours de Mounpeïé, en vers de sept pieds et en deux chants, ouvrage agréable, d’un style facile et naturel, souvent malin et gracieux, mais malheureusement déparé par quelques vers un peu libres (Martin). Ce poème est dédié à las Fiétas de Mounpéïé (les jeunes filles de Montpellier). Ses vers ont été publiés sous le titre de Pouesias patouesas. Ses principaux ouvrages sont réimprimés à la suite des œuvres de son frère cadet.[réf. nécessaire]

## Publications
- Éloge de Roucher, Montpellier, 1807, in-8°.
- Épître à MM. les étudiants en médecine de la Faculté de Montpellier, Montpellier, de l’impr. de J. Martel le jeune, 1823, in-8° de 8 p.
- Pouesias patouesas, Mounpeïé, Renaud, 1806, in-18.
- Poésies diverses, avec Auguste Rigaud, Montpellier, de l’impr. de C.-J. Tournel, 1821, in-12 de 138 p.On y trouve des fables, plusieurs discours, entre autres l’Éloge de Roucher, lu à L’Académie de Montpellier, en 1813, et inséré dans le recueil de cette Société.
- Pouésias patouèsas de Cyrilla Rigaud émbé edouquas péças d’Augusta Rigaud et dé différens doutvrs, Mounpéïé, Renaud, 1821, in-12.

## Traductions
- Mémoire pour servir à l’histoire de quelques insectes, connus sous les noms de termites, ou fourmis blanches : et accompagné de figures gravées en taille-douce de Henry Smeathman, Paris, De La Rochelle, 1786.

## Sources
- Achille Chéreau, Le Parnasse médical français ou, Dictionnaire des médecins-poètes de la France, anciens ou modernes, morts ou vivants, Paris, Adrien Delahaye, 1874, p. 477-78
- Camille Dreyfus, André Berthelot, La Grande encyclopédie : inventaire raisonné des sciences, des lettres et des arts, t. 28, Paris, Lamirault et cie, 1886, p. 674.
- Joseph-François Michaud, Louis-Gabriel Michaud, Biographie universelle, ancienne et moderne. Nouvelle édition, t. 36, Paris, C. Desplaces, 1863, p. 23-24.
- Joseph-Marie Quérard, La France littéraire ou dictionnaire bibliographique des savants, Paris, Firmin Didot père et fils, 1836, p. 48.